# Mans Flik
Harmannus (Mans) Flik (Musselkanaal, 18 mei 1925 - Nieuwegein, 19 juni 2011 ) was een Nederlandse burgemeester van de PvdA.

## Leven en werk
Voordat Flik tot burgemeester werd benoemd was hij werkzaam als secretaris van het Landbouwschap in Friesland. In 1973 werd hij benoemd tot burgemeester van Vlagtwedde en in 1979 tot burgemeester van Nieuwegein.
Tijdens zijn burgemeesterschap van Vlagtwedde werd Flik geconfronteerd met de problemen rond de aanleg van een militair oefenterrein in zijn gemeente, de mogelijke opslag van radioactief afvalmateriaal en de sociaal-economische achteruitgang van het gebied. Daarnaast waren er politieke problemen, omdat twee uit de PvdA afkomstige groeperingen elkaar fel bevochten; de ene groep onder leiding van de toenmalige wethouder en oud-douaneambtenaar Chris Hartog en de andere groep onder leiding van het raadslid en buschauffeur Geert Landlust. Deze problemen vormden het decor van de film Waar ligt de grens? van Lou Brouwers en Jaap Rodenburg. Flik liet de filmploeg, die tijdens een raadsvergadering door de open deur opnamen maakte, door de politie verwijderen. Flik weigerde, samen met zijn wethouders, de première van de film bij te wonen. De schrijver Hans Vernes schreef tegen deze achtergrond zijn thriller Het mysterie van Westerwolde.
Na zijn pensionering in 1990 was hij in 1992 waarnemend burgemeester van Goes en in 1995 van Amerongen.